# Glaciar Christophersen
Glaciar Christophersen (en inglés: Christophersen Glacier) es un glaciar 15 kilómetros (8 millas náuticas) de largo, que fluye hacia el oeste de la Ensenada Jacobsen, en la costa sur de Georgia del Sur. Fue examinado por la Encuesta de Georgia del Sur en el período 1951-1957, y nombrado por los topónimos Comité Antártico Reino Unido por Pedro Christophersen, uno de los primeros directores de la Compañía Argentina de Pesca que operó la estación ballenera Grytviken por más de 50 años a partir de 1904.